# Đá Sâu
Đá Sâu (tiếng Anh: chưa rõ; tiếng Trung: 浪口礁; bính âm: Làngkǒu jiāo, Hán-Việt: Lãng Khẩu tiêu) là một rạn san hô thuộc cụm An Bang (cụm Thám Hiểm) của quần đảo Trường Sa. Đá này là một phần của bãi Thám Hiểm và nằm tại đầu phía tây của vành san hô thuộc rạn vòng này. So với một số thực thể khác gần đó thì đá Sâu nằm về phía đông của đá Én Ca và phía bắc của bãi Kiêu Ngựa.
Đá Sâu là đối tượng tranh chấp giữa Việt Nam, Đài Loan, Malaysia, Philippines và Trung Quốc. Do Malaysia kiểm soát bãi Thám Hiểm từ năm 1999 nên đá Sâu nằm trong tầm kiểm soát của nước này.

## Hình ảnh
| đá Sâu đá Gia Hội đá Gia Phú Ảnh vệ tinh chụp bãi Thám Hiểm (nguồn: NASA). Đá Sâu nằm ở đầu phía tây của rạn vòng Thám Hiểm. |